# Пропуштен позив
Пропуштен Позив (енгл. One Missed Call) је научнофантастични хорор филм из 2008. године, редитеља Ерика Валета, са Шенин Сосамон, Едвардом Бернсом, Маргет Чо и Џони Луисом у главним улогама. Римејк је истоименог јапанског филма у режији Такаши Миикеа.

## Радња
Низ људи добија застрашујуће поруке на мобилним телефонима које су у вези са њиховим последњим тренуцима. Иако поруке могу да се обришу на њих је ред.
Бет је истраумирана када присуствује грозној смрти две другарице у само неколико дана и кад сазнаје да су обе примиле те поруке пар дана пре смрти и свака је садржала снимке њихових последњих тренутака. 
Пошто јој полиција не верује, мора сама открити шта се заиста дешава.

## Улоге
- Шенин Сосамон
- Едвард Бернс
- Маргет Чо
- Џони Луис